# Kiso (croiseur)
Pour les articles homonymes, voir Kiso (homonymie).
Le Kiso (木曾) était un croiseur léger de classe Kuma en service dans la Marine impériale japonaise. Le navire est baptisé sous le nom de la rivière Kiso, située dans le centre de Honshu, au Japon.

## Historique

### Début de carrière
Achevé aux chantiers Mitsubishi Heavy Industries de Nagasaki le 4 mai 1921, le navire patrouille au large de la côte est de l'Union soviétique, fournissant un soutien aux troupes japonaises lors de l'intervention en Sibérie contre les Bolcheviks de l'Armée rouge. Basé à Port Arthur le navire patrouille ensuite au large des côtes de la Chine entre le Guandong et Tsingtao.
Le 17 avril 1939, le Kiso tire une salve de 21 coups de canons en l'honneur de l'arrivée de l'USS Astoria à Yokohama, rapatriant le corps de Hiroshi Saito, ambassadeur du Japon aux États-Unis, décédé à Washington.

### Opérations dans le nord
Le 10 novembre 1941, le Kiso rejoint la 21e division de croiseurs (vice-amiral Boshirō Hosogaya) de la 5e flotte. Le 2 décembre, le Kiso et son navire-jumeau Tama sont envoyés en patrouille dans le nord de Hokkaidō, revêtus d'un camouflage blanc arctique, opérant dans les îles Kouriles jusqu'à l'attaque sur Pearl Harbor. Le mauvais temps endommage la coque des deux croiseurs, ce qui les contraint à rentrer en cale sèche à Yokosuka en fin d'année.
Le 5 avril, 21e division de croiseurs retourne dans les eaux du nord. Après le raid de Doolittle du 18 avril, le Kiso est appelé à se joindre à la poursuite des forces de l'amiral William F. Halsey, sans succès. Le Kiso saborde deux navires de garde (Nanshin Maru et Iwate Maru) après que ces navires aient été endommagés par des avions de l'Enterprise pendant le raid.

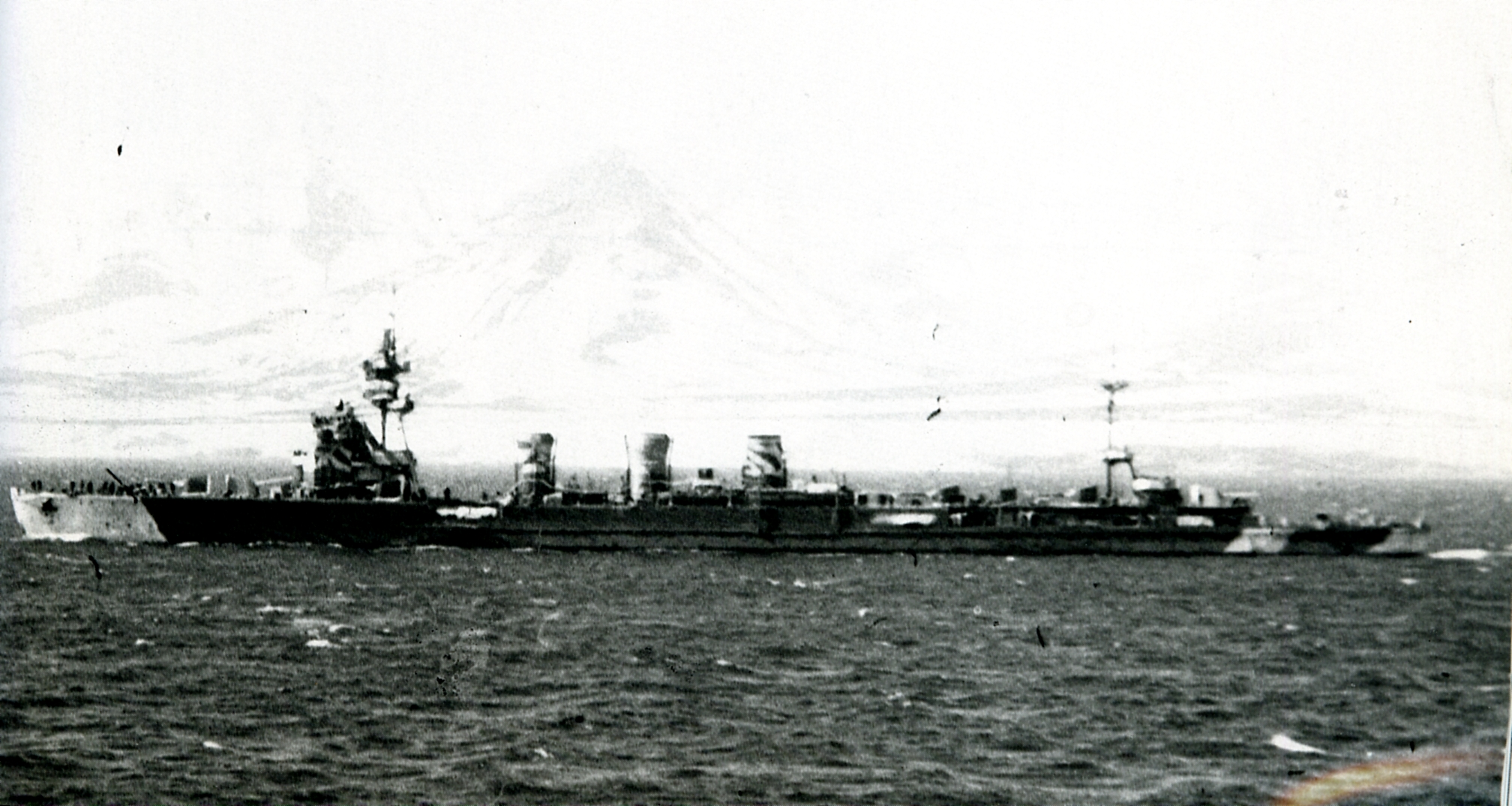
Le Kiso arborant le camouflage arctique lors de la campagne des îles Aléoutiennes, en 1942.

En mai 1942, le Kiso accompagné du transport d'hydravions Kimikawa Maru effectuent une mission exploratoire à Kiska et à Adak, dans les îles Aléoutiennes. La mission à Adak fut un succès, mais celle à Kiska fut obscurcie par la météo. Le 28 mai 1942, le Kiso participe à l'opération «AL» pendant la bataille des Îles Aléoutiennes. Il couvre la force d'invasion débarquant à Kiska le 7 juin 1942. Le 10 juin au large de Kiska, le Kiso et plusieurs autres navires sont attaqués par six bombardiers B-24 Liberator de l'USAAF, mais il n'est pas endommagé. Quatre jours plus tard, il est attaqué par des PBY Catalina mais n'est pas endommagé, parvenant à rentrer en toute sécurité à la baie de Mutsu le 24 juin.
Le 28 juin 1942, le Kiso et le Tama prennent part à un convoi pour Kiska, puis patrouillent dans le sud-ouest de Kiska en prévision d'une contre-attaque américaine avant de retourner au district naval de Yokosuka le 16 juillet 1942. Du 16 juillet au 2 août, il stationne à Yokosuka puis patrouille au nord de Kiska. Il couvre également un transfert de garnison d'Attu à Kiska le 20 août 1942 et fait route vers le district de garde d'Ōminato, qu'il atteint le 18 septembre 1942. Il effectue une série de patrouilles et des missions de réapprovisionnement pour les îles Kouriles et Aléoutiennes d'octobre jusqu'à fin mars 1943.
Le Kiso est envoyé en cale sèche le 4 avril 1943 pour une refonte majeure, au cours de laquelle ses projecteurs de 900 mm sont remplacés par trois autres de 1 100 mm. Deux montures doubles de 25 mm Type 96 sont ajoutés à bâbord et à tribord, au-dessus des tubes lance-torpilles arrières. Il est également équipé d'un radar de recherche aérien Type 21.
Le 11 mai 1943, le Kiso et les destroyers Hatsushimo et Wakaba escortent le Kimikawa Maru transportant huit Mitsubishi F1M et deux Nakajima A6M2-N du 452e Kōkūtai pour Attu. Mais en raison de l'invasion américaine d'Attu le même jour, la mission est annulée. Le 21 mai, le Kiso aide à évacuer les forces japonaises de Kiska. Après plusieurs tentatives avortées en raison du mauvais temps, il parvient à évacuer 1 189 soldats de Kiska le 29 juillet 1943. Le navire continue ses patrouilles dans la région jusqu'à la fin du mois d'août.

### Opérations dans le sud
Le 15 septembre 1943, le Kiso opère dans le sud, transportant des troupes de Ponape (Carolines) à Truk qu'il atteint le 23 septembre. Il est de retour au district naval de Kure le 4 octobre 1943.
Le 12 octobre, il transporte des troupes pour Shanghai. Le Kiso échappe de justesse à l'attaque du sous-marin USS Grayback en mer de Chine orientale, arrivant en toute sécurité à Truk le 18 octobre. Il transporte ensuite des troupes pour Rabaul, en Nouvelle-Bretagne. Le 21 octobre 1943, à 53 milles (85,295232 km) du cap Saint-Georges, le Kiso et Tama sont attaqués par un bombardier Bristol Beaufort de la force aérienne royale australienne basé à Guadalcanal. Ayant été endommagé, le Kiso rentre à l'arsenal naval de Maizuru pour des réparations et une modification de son artillerie.
Achevées le 3 mars 1944, le Kiso patrouille dans les eaux du nord les trois mois suivants. Le 30 juin 1944, le Kiso quitte Yokosuka avec à son bord des renforts de l'armée impériale japonaise pour l'archipel d'Ogasawara, effectuant un voyage retour le 3 juillet 1944. Il effectue ensuite des missions de garde en mer Intérieure de Seto durant le mois d'août 1944.
L'invasion de Leyte débutant le 20 octobre 1944, le Kiso est envoyé dans le sud, passant à Kure prendre un ravitaillement de munitions pour la flotte du vice-amiral Takeo Kurita lors de la bataille de Samar le 25 octobre 1944. Quittant Sasebo en compagnie des navires Jun'yō, Uzuki, Yūzuki et Akikaze, les navires sont repérés à 160 milles (257,495 04 km) à l'ouest du cap Bolinao (Luzon, Philippines) par le sous-marin USS Pintado (en). Le Pintado tire six torpilles en direction du porte-avions Jun'yō, mais un destroyer japonais se sacrifie en se plaçant devant la trajectoire des torpilles, permettant au Kiso de s'échapper.
Les munitions de l'amiral Kurita sont déchargées le 8 novembre 1944, permettant au Kiso de retourner au Japon. Mais les Kiso, Jun'yō, Tone et la 30e escadre de destroyers sont détachés à Manille. Il devient alors navire amiral de la 5e flotte, remplaçant l'Abukuma.
Le 13 novembre 1944, le navire reçoit l’ordre de rejoindre Brunei. Quelques heures avant de quitter le port, il est attaqué par plus de 350 avions de la Task Force 38 du Hornet, Monterey, Cowpens, Essex, Ticonderoga, Langley, Enterprise et San Jacinto. Trois bombes touchent le Kiso à tribord, l'une à la proue, l'autre près de sa chaudière et la troisième près de sa monture double à l'arrière. Le Kiso coule en eaux peu profondes à 13 kilomètres (8,077825496 mi) à l'ouest de Cavite, à la position 14° 35′ N, 120° 50′ E. Le capitaine Imamura et 103 hommes survivent, mais 715 membres d'équipage coulent avec le navire.
Le Kiso est rayé des listes le 20 mars 1945. Le 15 décembre 1955, l'épave est renflouée par une société de sauvetage nippone et envoyé au port de Manille pour démolition.